# Hessisches Landgestüt Dillenburg

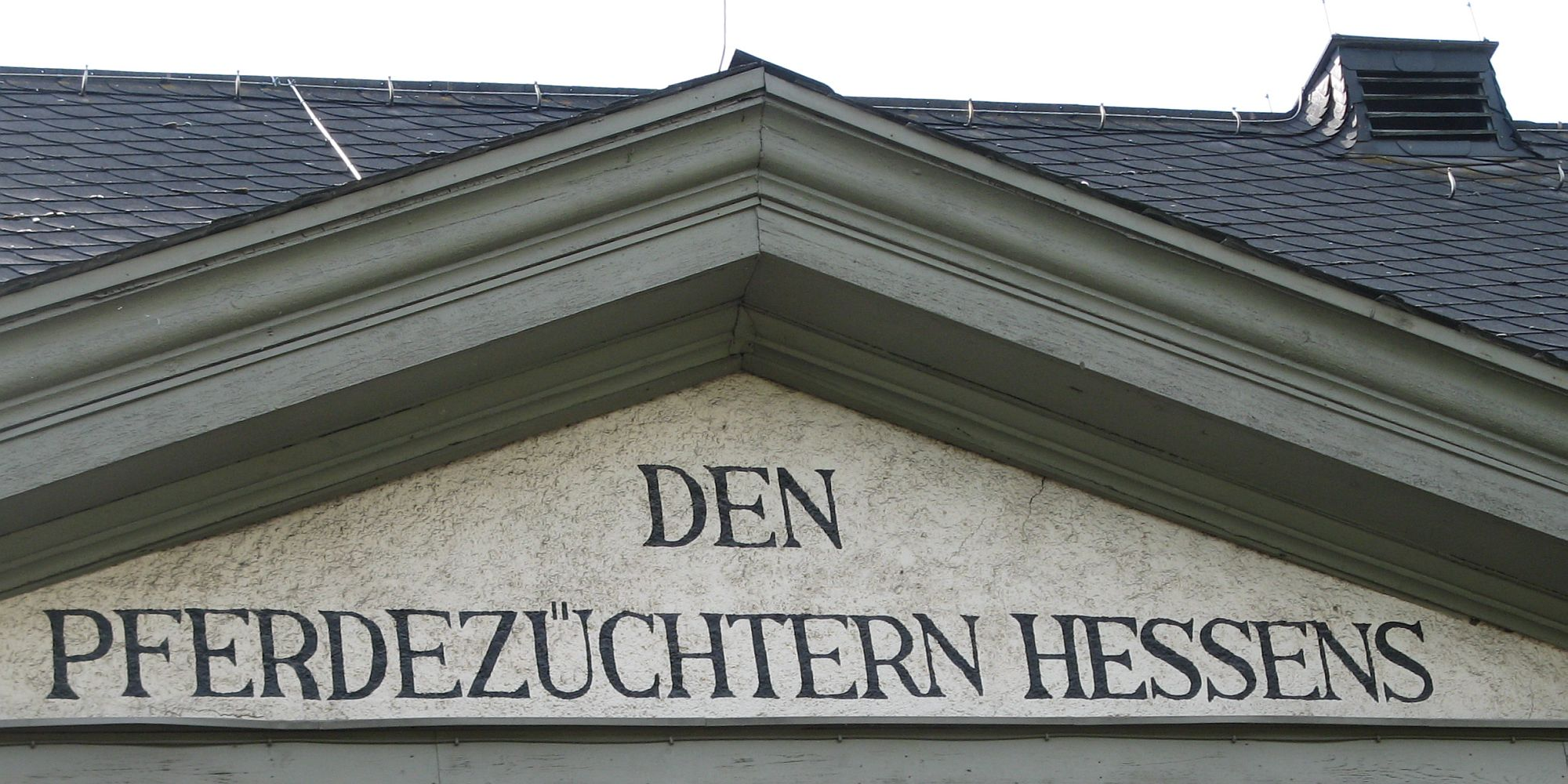
Dachgiebel der Reithalle

Das Hessische Landgestüt Dillenburg ist eine kulturhistorische Anlage in Dillenburg im Lahn-Dill-Kreis. Die Anlage wird durch die Landes-Reit- und Fahrschule Dillenburg und ein Kutschenmuseum genutzt. Das Hessische Landgestüt Dillenburg war bis zum Jahr 2017 das Landgestüt Hessens und ist seit 2010 Teil des Landesbetriebs Landwirtschaft Hessen.

## Geschichte

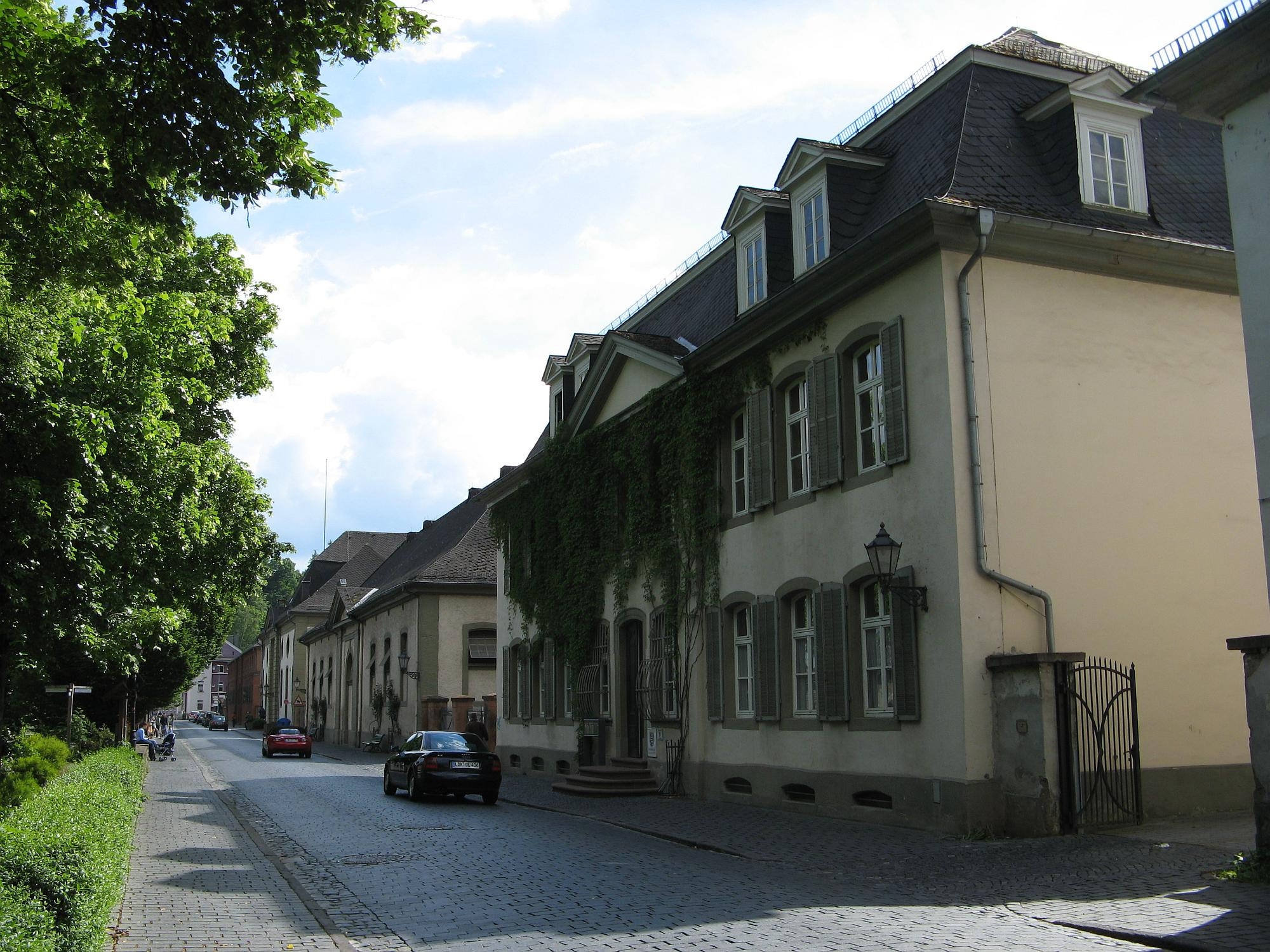
Gebäude des Hessischen Landgestüts Dillenburg: im Vordergrund der Prinzenbau (Hauptverwaltung), dann Stall 1, am Bildrand das Reithaus

### Zucht von Wirtschaftswarmblut
Bereits unter Wilhelm dem Reichen bestand in Dillenburg eine Pferdezucht. Sie wurde im 16. Jahrhundert von Moritz von Oranien gefördert und ausgebaut. In Dillenburg wurde die Rasse der Dillenburger Ramsnase gezüchtet, die auf Holsteiner und Dänische Stuten mit spanischen, neapolitanischen und orientalischen Hengsten zurückgeht. Sie wurde von den Dillenburger Grafen im 16. Jahrhundert ins Leben gerufen. Viele Pferde wurden für das Haus Oranien-Nassau in die Niederlande gebracht.
Nach dem Siebenjährigen Krieg wurde 1772 das Gestüt in den Gebäuden an der Wilhelmstraße in Dillenburg untergebracht. Die Gebäude wurden aus den Trümmern des 1760 zerstörten Dillenburger Schlosses erbaut. Sie dienten der Unterbringung des Hofgestüts der Fürsten von Oranien-Nassau und als Wohnhäuser für Beamte. Die Pläne für die Bebauung der Wilhelmstraße stammten von dem Dillenburger Bauinspektor Johann Friedrich Sckell.

### Hessisch-Nassauisches Landgestüt
Mit Gründung der nach dem Deutschen Krieg entstandenen preußischen Provinz Hessen-Nassau wurde die Pferdezucht zentralisiert. Hierzu wurde das Landgestüt in Dillenburg 1869 als Hessisch-Nassauisches Landgestüt eingerichtet. Dies geschah unter Einbeziehung der Landgestüte in Kassel (gegründet 1737), Korbach (gegründet 1811) und Weilburg (gegründet 1811). Für Bereitstellung von Deckhengsten in den Regionen wurden sogenannte Gestütsstationen eingerichtet. Dazu bekannt ist die „Gestütsstation“ in Adorf (Diemelsee) die von 1887 bis 1987 mit Personal und Hengsten von Dillenburg versorgt wurde.

### Nationalsozialismus
Die Landes-Reit- und Fahrschule wurde 1930 vom Gestüt eingerichtet. Seitdem bildet die Ausbildung von Reitern den zweiten Schwerpunkt des Landgestüts. 
Nach dem Zusammenbruch des NS-Staates setzte Gustav Rau seine nationalsozialistische Karriere nahtlos fort und übernahm die Leitung des Gestüts (1946 bis 1950). Er verkannte die Zeichen der Zeit und hielt starr an der Zucht eines schweren Wirtschaftswarmbluts fest. Selbst von Flüchtlingen mitgebrachte und als „Edles-Warmblut“ eingetragene Stuten wurden schweren Oldenburger Hengsten zur Bedeckung zugeführt.
Mit Gründung des Landes Hessen bestand neben dem Landgestüt Dillenburg noch das Landgestüt Darmstadt. Dieses wurde im Jahr 1957 aufgelöst. Seitdem ist das Landgestüt Dillenburg für ganz Hessen zuständig.

### Zucht von Reit- und Sportpferden
In den 1960er Jahren wandelte sich der Schwerpunkt der Pferdezucht von kaltblütigen Pferden für die Landwirtschaft zu Reit- und Sportpferden.
2017 konnte eine komplette Schließung des Landgestüts abgewendet werden. Das Land Hessen hatte jedoch entschieden, die Hengsthaltung im Landgestüt aufzugeben, weil die Hengste aus Dillenburg an Bedeutung verloren hatten und ihre artgerechte Haltung im Gestüt nicht mehr sichergestellt werden konnte. Mit dem Verkauf der Hengste entfiel auch die zuvor alle zwei Jahre stattfindende Dillenburger Hengstparade, die eine der bekanntesten Attraktion des hessischen Landgestüts war.
Die Archivalien des Landgestüts Dillenburg befinden sich heute im Hessischen Hauptstaatsarchiv Wiesbaden.

## Aufgaben

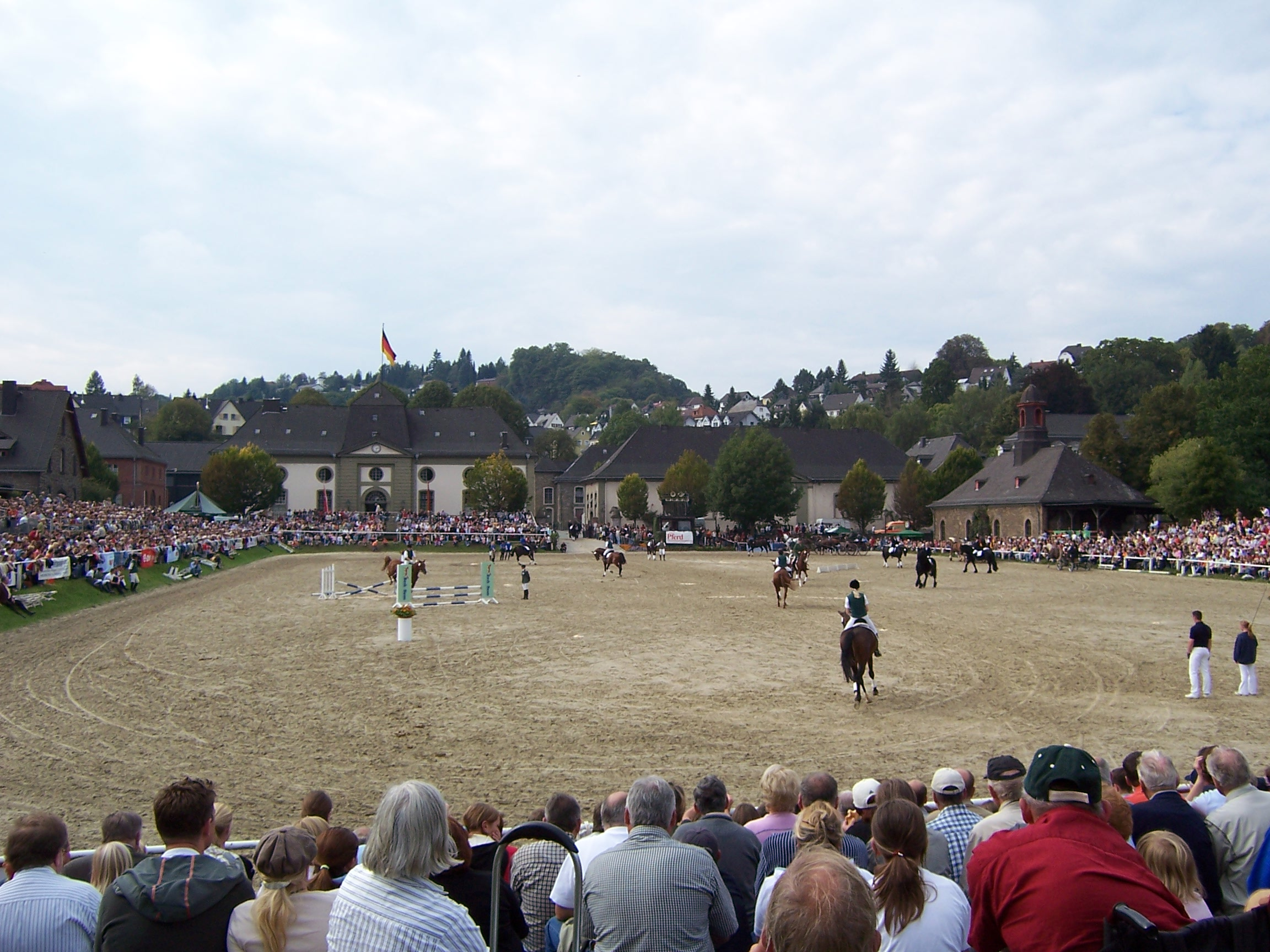
Hengstparade 2005

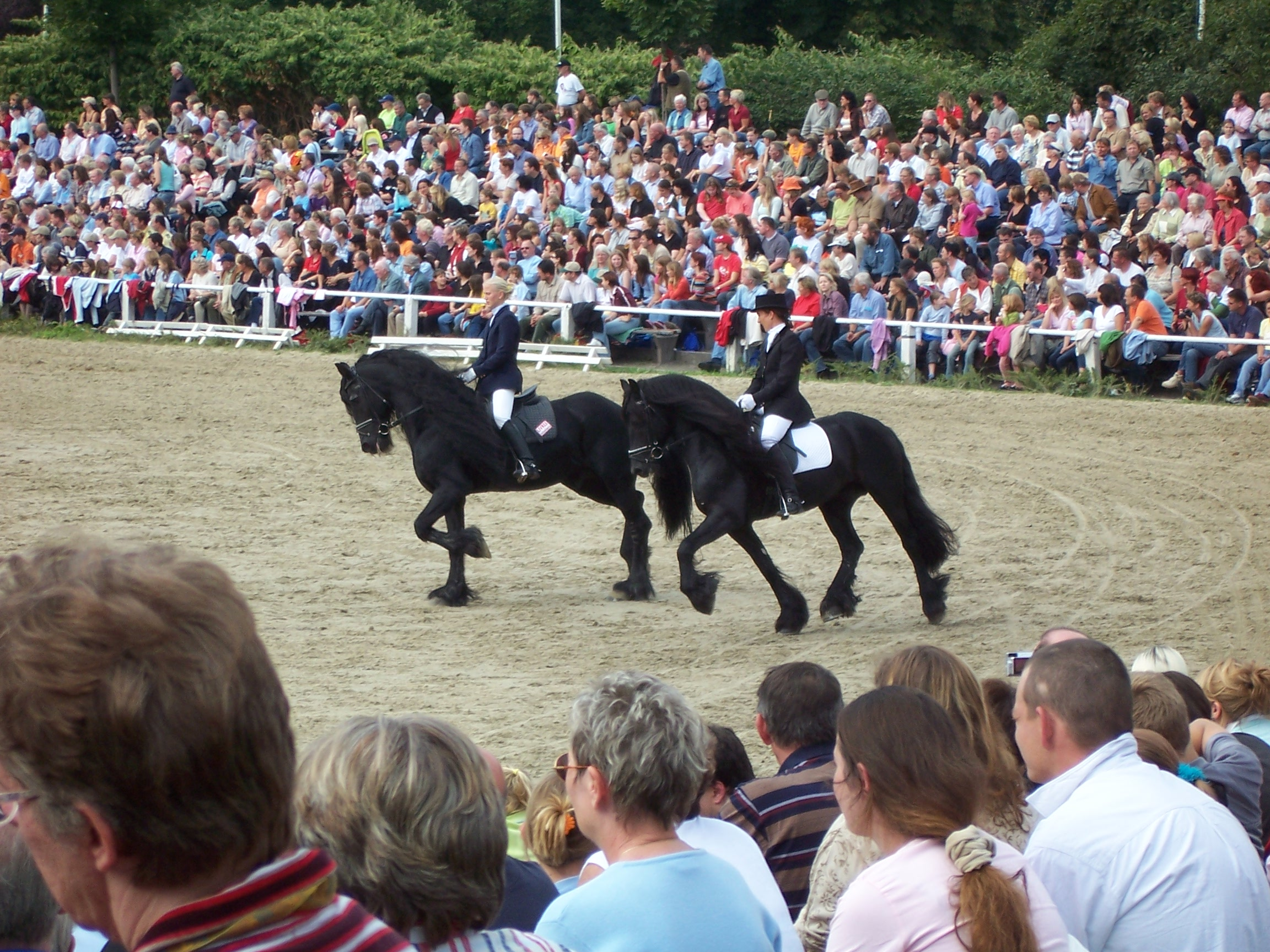
Hengstparade 2005

Das Aufgabenspektrum des heutigen Gestüts umfasst den Betrieb der Landes-Reit- und Fahrschule, den Erhalt der kulturhistorischen Anlage und der Förderung des Kulturtourismus.
Die Hessische Landesreit- und Fahrschule ist mittlerweile Anziehungspunkt für Reit- und Fahrinteressenten aus aller Welt. Als anerkannte Fünf-Sterne-Fachschule der Deutschen Reiterlichen Vereinigung (FN) wird eine richtlinienkonforme und nach den ethischen Grundsätzen ausgerichtete Aus- und Fortbildung für Reiter und Pferd angeboten.

## Anlage

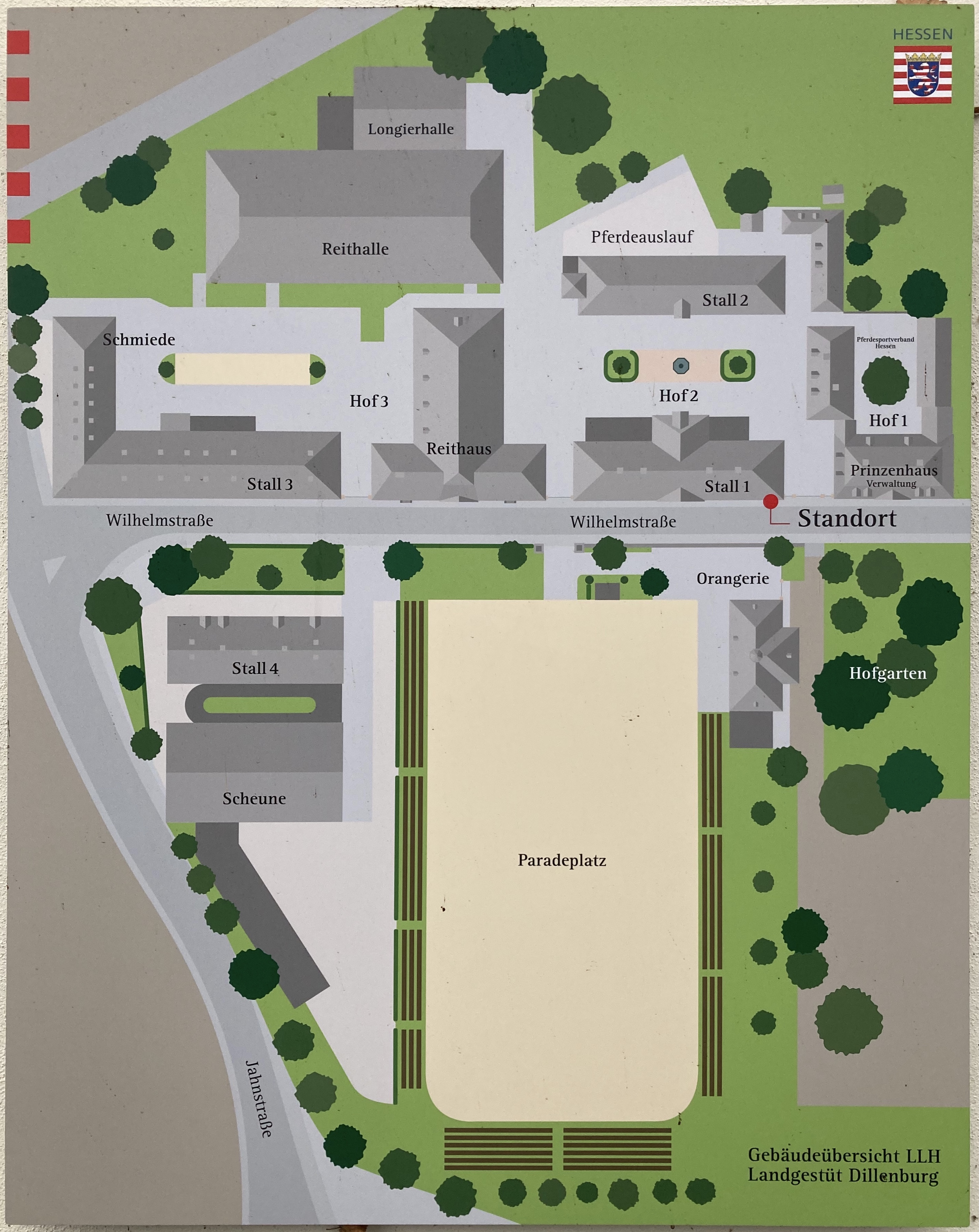
Gebäudeübersicht LLH Landgestüt Dillenburg

Das Landgestüt ist in Gebäuden an der Wilhelmstraße in der Stadt Dillenburg untergebracht. Das Gesamtgelände des Gestüts umfasst etwa zehn Hektar. Die drei spätbarocken Hauptgebäude (Prinzenhaus, Marstall, Reithaus) sind Kulturdenkmäler und bilden eine repräsentative Straßenfront. Diese wurde bereits 1816 um einen weiteren Stall verlängert. Gegenüber den Hauptgebäuden liegt der Paradeplatz, der als Reit- und Fahrplatz dient.

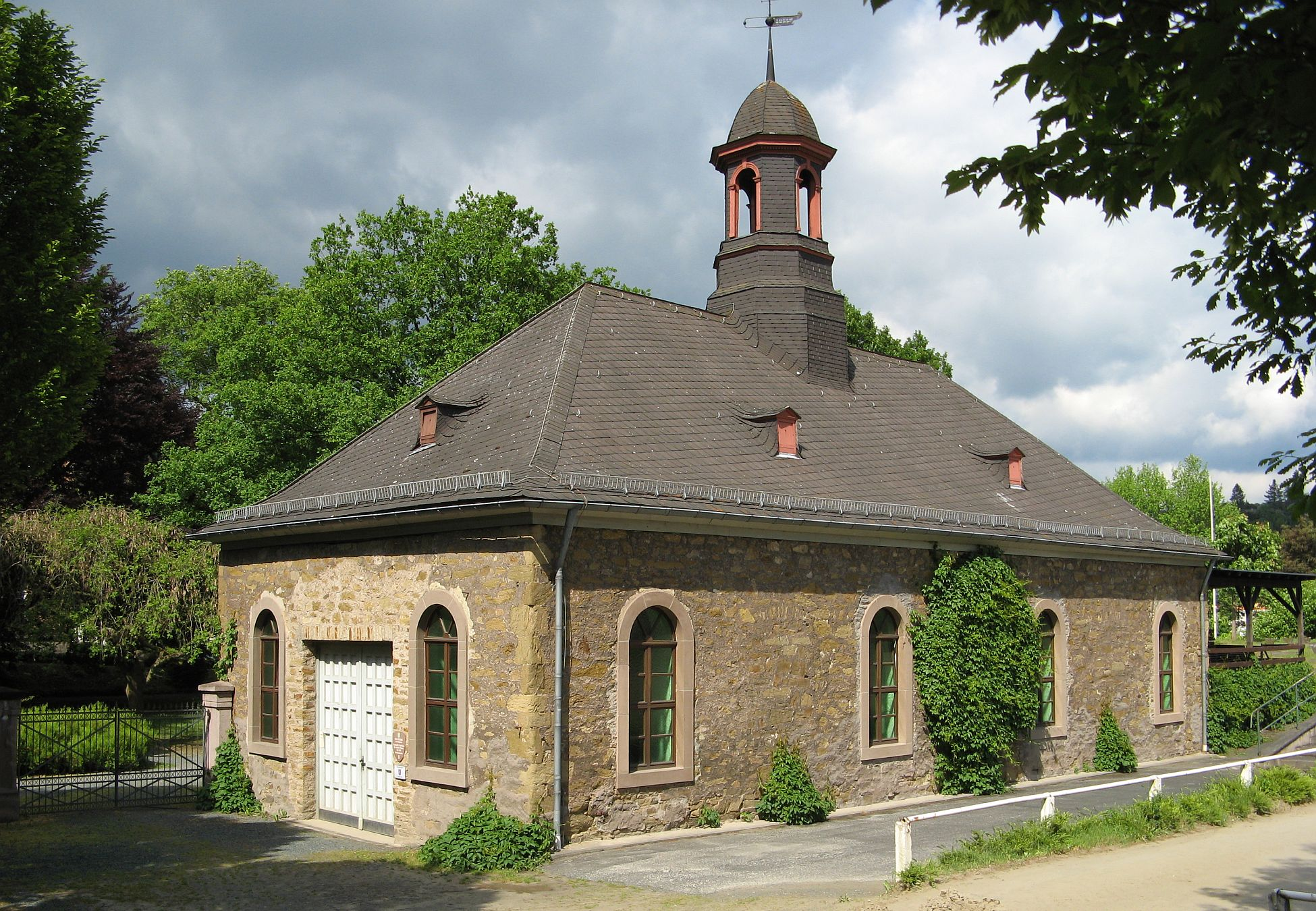
Die Orangerie beherbergt das Kutschenmuseum

Das Kutschenmuseum befindet sich in der Orangerie im Hofgarten Dillenburg. Diese wurde 1563 errichtet, um exotische Pflanzen im Winter unterzustellen. Von 1809 bis 1893 diente sie als katholisches Gotteshaus, danach als Reithalle. Das Museum wurde 1970 eingerichtet. Im Museum sind mehrere Jagdwagen, Landauer sowie je eine zehnspännige Postkutsche und eine Krönungskutsche ausgestellt.
Zur Gestütsanlage gehören weiterhin eine Scheune, die Ställe I, II, III und IV sowie eine große Reithalle hinter dem Reithaus. Internat und Schulungsräume befinden sich im 1. Obergeschoss von Stall III. Im Reithaus an der Wilhelmstraße finden jährlich die Dillenburger Reithauskonzerte statt.